# Juan Carlos Neveu
Juan Carlos Neveu (Tres Lagunas, actual Quehué, 7 de julio de 1899 - La Plata, 12 de junio de 1956) fue un político y abogado argentino, que ocupó el cargo de Gobernador del Territorio Nacional de La Pampa. Fue el primero nacido en La Pampa en gobernarla.

## Biografía
Juan Carlos era hijo de un terrateniente establecido en terrenos cercanos a General Acha. Este estudió en la Escuela Normal de Santa Rosa y cursó sus estudios secundarios en los colegios Mariano Moreno y Juan Martín de Pueyrredón de la Ciudad de Buenos Aires. Finalmente se recibió en 1924 de Abogado en la Universidad de Buenos Aires.
La carrera política de Neveu  se desarrolló en la Unión Cívica Radical, donde abogó por la provincialización del territorio pampeano. Entre sus cargos destaca el haber sido elegido concejal de Santa Rosa en 1924; posteriormente se trasladó a General Pico, donde también fue elegido concejal y posteriormente intendente, en 1937 y 1942, habiendo sido votado en dos oportunidades. Sin embargo, se radicó luego en Azul y finalmente La Plata, a causa de los estudios de su hija.
El político pampeano se adhirió al peronismo y ocupó cargos como subasesor y jefe asesor letrado del Instituto Autárquico de Colonización de la Provincia de Buenos Aires en 1947, así como director de colonización de La Pampa del Ministerio de Asuntos Agrarios de la Nación en 1948. Fue designado por Juan Domingo Perón como gobernador, dada la intención de éste de que gobiernen los territorios nacionales personas oriundas. El 29 de diciembre de 1949 asumió dicho cargo y cesa el 8 de agosto de 1951, sin embargo, permaneció como comisionado hasta el 14 de enero de 1952, cuando presenta su renuncia. Fue candidato a gobernador pero fue derrotado en la interna por Salvador Ananía, lo que presumen habría motivado su renuncia como comisionado. Durante su mandato se dieron las primeras elecciones a gobernador tras la sanción de la provincialización de La Pampa como Provincia Eva Perón.
Fue nombrado fiscal federal de La Plata posteriormente y se mantuvo hasta se depuesto por la Revolución Libertadora. Falleció durante una intervención quirúrgica el 12 de junio de 1956.